# 兼田昌尚
兼田 昌尚（かねた まさなお）は日本の陶芸家。山口県萩市の萩焼窯元・天寵山窯（てんちょうざんがま）の8代目。
土の塊で造形し、中をくりぬいて仕上げる「刳貫（くりぬき）」という手法を生み出した。
天寵山窯は、江戸時代後期、文化13年（1816年）頃に肥前の國から来萩した陶工により磁器（小畑焼）を主に開窯され、明治中期頃には萩焼に移行した伝統を有する窯元。

## 略歴
1953年、7代兼田三左衛門の長男として萩市に生まれる。1977年に東京教育大学教育学部芸術学科彫塑専攻を卒業、1979年に筑波大学大学院芸術研究科美術(彫塑)専攻を修了したのち、父・三左衛門に就き作陶を始める。1981年には、石彫制作にて萩国際彫刻シンポジウムに参加し、1989年に萩市教育文化奨励賞 ( 杉道助賞 )を受賞。同年に日本橋三越で開催された個展において、自身の土の塊で造形し、中をくりぬいて仕上げる陶芸手法を「刳貫」と称し、初めて発表した。制作を続けながら、1990年から2000年まで、萩女子短期大学 陶芸コースの講師を務め、1992年に『 陶－兼田昌尚 』を京都書院より刊行。1996年に山口県芸術文化振興奨励賞を、1999年にエネルギア美術賞 ( エネルギア・文化スポ－ツ財団 )を受賞。2000年から2003年まで、筑波大学芸術学系の助教授を務める。2004年に山口県文化功労賞を受賞し、同年から2007年まで萩国際大学陶芸文化コースの教授を務める。2005年に8代 天寵山窯に就任し、全国各地、また海外での個展の開催を続ける。2011年に「2011慶南茶碗招待・公募展」学術セミナー講演を行い、2014年に山口県選奨（芸術・文化功労）に選奨される。2016年には、海潮寺にて天寵山窯開窯(文化十三年)二百年祭を執り行った。代々受け継いできた登り窯や技法・材料を守り、次の時代に引き継ぎながら、現在まで萩市の登り窯を有する自宅陶房にて、伝統的な萩焼に刳貫手法を取り入れた作品の制作を中心に陶芸活動に専念している。

## 刳貫
土の塊で造形し、中をくりぬいて仕上げる手法を「刳貫」と称し、平成元年に初めて自身が日本橋三越において発表した。「くりぬく」には「物をえぐって穴をあける、えぐって中の物を取り出す」というような意味があるが、「抜く」ではなく、「貫（つらぬ）く」という漢字を用いた。陶芸の技法で用いられる「削り」と大きく異なる点は、あくまで外側は削らずに手や木の棒などで造形し、内側をある程度乾かしてからくりぬいていくという点。 そのため、英語では”Scoop out” と称した。現在では、国内、また海外でも”Kurinuki” という名称で広がり、刳貫手法を用いて作陶する人々が多く見られる。
自身の作風は、轆轤で始まった作陶活動の模索の中で生み出した刳貫手法を取り入れた、重力に逆らうような力強い陶造形。「土の塊が持つ存在感と自分の彫刻的な造形意識のせめぎあいの融合」と表現している。萩特有のざんぐりとした土を藁灰釉が包み、登り窯で焼成することによって生まれる窯変でもって完成する。伝統の茶陶に加え、オブジェなどの大きな作品は数メートルにも渡り、登り窯の中では高熱と重力との負荷により変形や自己破壊をもたらすこともある。

## パブリックコレクション
東京国立近代美術館、国際交流基金、山口県立萩美術館・浦上記念館、岐阜県現代陶芸美術館、茨城県陶芸美術館、横浜そごう美術館、東広島市美術館、筑波大学、金沢美術工芸大学、メトロポリタン美術館、ブルックリン美術館、フィラデルフィア美術館、Asian Art Museum(サンフランシスコ)、インディアナポリス美術館、エール大学美術館、シンシナティ美術館、アーカンソー美術センターシンシナティ美術館、ポートランド美術館、ハンティントン美術館　他

## 参考および関連文献
兼田昌尚『陶－兼田昌尚』京都書院、1992年
『通の行く旅　美しいやきものの里を訪ねる―買う・味わう・触れる』、実業之日本社、1998年
石﨑泰之『日本のやきもの 窯別ガイド　萩』淡交社、2002年
Alice North・Halsey North・Louise Cort・Monika Bincsik『Listening to Clay: Conversations with Contemporary Japanese Ceramic Artists』The Monacelli Press、2022年